# 牟呂発電所
牟呂発電所（むろはつでんしょ）は、明治末期に豊橋市への電気供給を担った発電所である。豊橋市牟呂大西町（当時の渥美郡牟呂村）に位置した。
1896年（明治29年）に牟呂用水を利用する水力発電所として建設されたが、発電が不完全なため火力発電設備も追加されて火力発電主体の発電所として運用された期間が長い。1915年（大正4年）に廃止された。

## 建設の経緯
1894年（明治27年）2月、豊橋商業会議所（現・豊橋商工会議所）の主導で豊橋最初の電気事業者として豊橋電灯（後の豊橋電気）が起業された。同社は2か月後の4月1日に開業し、豊橋に電灯がともされる。その電源は梅田川に建設された愛知県下第一号となる水力発電所であった。
この梅田川発電所は郊外の渥美郡高師村字車（現・豊橋市浜道町字車）にあり、同地に元々あった日本型水車を改造した三吉電機工場製レッフェル型発電用水車と同工場製出力15キロワット・電圧2000ボルトの単相交流発電機を備えた。設計は水力発電勃興期から活動した技師大岡正による。しかし開業に漕ぎつけたものの技術的に不完全な発電所であり、水力発電だけでは供給できず火力発電設備（ボイラー・蒸気機関）を追加してようやく安定供給ができるという状態であった。
このように梅田川発電所が失敗に終わったことから、豊橋電灯では水力発電の適地を他所へ求めて調査した末に豊川上流（寒狭川）での発電所計画を立案するものの、工事費が約25万円（当時の資本金は1万5000円）に上ることから断念。代わりに豊橋近郊を流れる牟呂用水の利用を企画し、1895年（明治28年）5月の役員会にて渥美郡牟呂村字大西での発電所建設を決定した。牟呂用水は三河湾沿岸の埋立地神野新田へと流れる用水路で、1894年に完成していた。新発電所の設備については三吉電機工場に梅田川発電所の設備を原価で引き取らせた上で新しい水車・発電機を発注。設計は名古屋電灯技師の丹羽正道に委嘱した。
1896年（明治29年）4月、牟呂発電所は完成をみた。豊橋電灯の報告書によると、発電所移転のため1月以後兵営を除いて電灯の点火を休止したのち4月下旬から点灯を再開したものの、水路上流に故障が生じたことでその工事が終わる6月中旬までは常時の点灯ができなかったという。

## 設備構成
牟呂発電所は、牟呂用水に水門を設けて用水路を堰き止め、そこから少し下流の左岸側（南側）に設けた発電所まで導水して発電する、という構造であった。初期設備はいずれも三吉電機工場製であり、発電用水車はハーキュルス型50馬力水車、発電機は出力30キロワット・電圧2000ボルトのホプキンソン型単相交流発電機であった。しかし梅田川発電所と同様に水力不足により水力発電単体では不完全であり、完成2か月後にはボイラーと蒸気機関を据え付け火力発電併用の発電所とされた。ボイラーは松井工場製、蒸気機関は三吉電機工場製で、いずれも1896年4月26日付で発注されている。火力設備の完成後は火力中心で運転された。
牟呂発電所では電灯需要増加にあわせて2度の増設が行われている。まず1900年（明治33年）に30キロワット発電機に替えて50キロワット発電機が設置された。三吉電機工場は1898年（明治31年）に倒産しており芝浦製作所（現・東芝）製である。次いで1905年（明治38年）4月に同社製の中古蒸気機関が増設され、元の30キロワット発電機も再稼働された。これらにより牟呂発電所の発電所出力は80キロワットとなった。

## 廃止と遺構
1906年（明治39年）、豊橋電灯は事業目的に動力用電力の販売を加えた上で豊橋電灯へと社名を変更。そして需要増加に対応するために南設楽郡作手村（現・新城市）に出力360キロワットの見代水力発電所を建設し、次いで1909年（明治42年）下地町に新しい火力発電所（出力150キロワット）を完成させた。逓信省の資料によると、1910年（明治43年）の段階では他2つの発電所に混ざって牟呂発電所も運転されていたとある。1912年（明治45年）2月、豊橋電気は南設楽郡長篠村（現・新城市）を流れる寒狭川に出力500キロワットの長篠発電所を完成させる。その3年半後の1915年（大正4年）9月1日付で逓信省の廃止許可があり、牟呂発電所は廃止となった。
廃止から70年以上経った1989年（平成元年）、大西地区で宅地造成のため土地区画整理事業が実施された際に牟呂発電所建屋の基礎が発掘された。この遺構は測量後に撤去されたが、牟呂用水には用水路の改修後も取水門の門柱とみられる遺構が残されている。